# Xã Walker, Quận Juniata, Pennsylvania
Xã Walker (tiếng Anh: Walker Township) là một xã thuộc quận Juniata, tiểu bang Pennsylvania, Hoa Kỳ. Năm 2010, dân số của xã này là 2.738 người.